# Антибакхий
Антибакхий — трехстопная стопа, состоящая из двух ударных и одного неударного слога.
В русском языке, где каждое слово несет лишь одно явственное ударение, такая стопа может образоваться из двух слов и служит ипостасой амфибрахия.
Интересный случай антибакхического звучания мы находим в стихотворении Лермонтова «И скучно, и грустно»: «Что страсти? ведь рано иль поздно их сладкий недуг…». Строго говоря, чистых антибакхиев, вроде отмеченного Брюсовым из того же стихотворения: «В себя ли заглянешь, — там прошлого нет и следа» (антибакхий — «там прошлого»), здесь нет. В стопах: «Что страсти», «ведь рано», «иль поздно», «их сладкий» — слова что, иль и их — потеряли своё ударение, правда, не в равной мере.
Отрицать, однако, антибакхической настроенности приведенного стиха нельзя, что ясно видно из следующего: если стих «Что страсти? ведь рано иль поздно их сладкий недуг» прочесть вместе с чистым амфибрахическим стихом «Желанья… Что пользы напрасно и вечно желать», — то, даже приняв во внимание незначительное различие цезур, надо будет признать их контрастный характер, а главное — неравномерную для слуха длительность: первый стих окажется «тягучее» второго. Здесь-то и обнаруживается его антибакхическая «затрудненность».
При сравнении же этого стиха со стихом «В себя ли заглянешь, — там прошлого нет и следа», обнаружится ещё одна причина его «затрудненности», стоящей в связи с условиями ипостасирования амфибрахия антибакхием. Дело в том, что, как указывает в «Науке о стихе» Валерий Брюсов, ипостаса амфибрахия антибакхием правильна лишь при условии, что цезура стоит перед антибакхием. Это условие и соблюдено в стихе «В себя ли заглянешь…», где перед словами «там прошлого», образующими антибакхическую стопу, мы имеем цезуру после слова «заглянешь». В стихе же «Что страсти…» перед звучащими антибакхически «иль поздно» и «их сладкий» цезуры нет, что ещё более «затрудняет» этот стих, который таким образом, по сравнению со стихом «Желанья, что пользы…» «отяжелён», во-первых, наличием трёх антибакхических звучащих стоп, во-вторых, отсутствием цезур перед двумя из них и, наконец, в-третьих, тем, что в стихе «Желанья,…» (где главная цезура тоже после первой стопы желания) он делает более явственным вследствие своей антибакхической «насыщенности» неравномерность разделения стиха главной цезурой. Действительно, эта цезура оставляет по одну сторону лишь одну стопу — желанья или что страсти, а по другую все остальные стопы, число которых равно четырём.